# Gärarps församling
Gärarps församling var en församling  i Lunds stift i nuvarande Tomelilla kommun. Församlingen uppgick 1569 i Tosterups och Bollerups församlingar.

## Administrativ historik
Församlingen har medeltida ursprung och uppgick omkring 1569 med huvuddelen av området till Tosterups församling och en mindre del till Bollerups församling.
Församlingen ingick i Glemminge pastorat.